# مؤشر حماية اللقاح
اللقاحات (التطعيمات\المطاعيم) مواد حيوية حساسة يمكن أن تخرب بسرعة لدى تعرضها للحرارة غير المناسبة وكثير منها يحتاج للتخزين في شروط حرارة مخفّضة.
لاحظت منظمة الصحة العالمية خطورة هذه القضية وأوصت باستعمال طريقة تكنولوجيّة تكشف تعرض اللقاح لشروط قاسية من ارتفاع الحرارة بما أدى لتخربه. ناشدت منظمة الصحة العالمية واليونيسيف في 3 آيار 2008 كل البلاد التي تجلب اللقاحات مباشرة التأكد من اعتماد مؤشر مناطرة فيال اللقاح  وهو مؤشر يطبع أو يثبت على الفيالات أو الأمبولات ويتحول إلى لون غامق إذا تعرض للحرارة وهذا يدل على أن اللقاح صار عديم الفاعلية.